# Club Leoncio Prado (Tumbes)
Leoncio Prado es un club de fútbol peruano del distrito de Pampas de Hospital en el departamento de Tumbes. Es uno de los clubes tradicionales de Pampas de Hospital y participa en la Copa Perú.

## Historia
El club fue fundado el 30 de mayo de 1956 en Pampas de Hospital. Su primer presidente fue Luciano Ramírez Reyes.
En la Copa Perú 1980 llegó a disputar la Etapa Regional donde fue eliminado tras terminar en último lugar de la Región I detrás de Los Aguerridos de Monsefú y Sport Bellavista de Sullana.
En la Copa Perú 2022 clasificó a la Etapa Nacional como subcampeón departamental tras vencer en la última fecha a Renovación Cerro Blanco por 3-1. Fue eliminado en dieciseisavos de final de la Etapa Nacional por Deportivo Garcilaso.  En 2024 fue campeón provincial y clasificó a la Etapa Departamental donde fue eliminado al terminar en último lugar.

## Uniforme
- Uniforme titular: Camiseta amarilla, pantalón amarillo, medias amarillas.
- Uniforme alterno: Camiseta blanca, pantalón blanco, medias blancas.

### Indumentaria
| Periodo         | Proveedor |
| --------------- | --------- |
| 2012-Actualidad | MDPH      |

## Rivalidades
Leoncio Prado tiene una rivalidad con el Sport Pampas; es clásico local en la liga distrital.

## Palmarés

### Torneos regionales
| Competición regional                       | Títulos                 | Subcampeonatos |
| ------------------------------------------ | ----------------------- | -------------- |
| Liga Departamental de Tumbes (2/1)         | 1979, 1991.             | 2022.          |
| Liga Provincial de Tumbes (4/0)            | 1979, 1991, 2022, 2024. |                |
| Liga Distrital de Pampas de Hospital (3/2) | 1973, 2019, 2024.       | 2017, 2022.    |